# Blabomma oregonense
Blabomma oregonense är en spindelart som beskrevs av Chamberlin och Ivie 1937. Blabomma oregonense ingår i släktet Blabomma och familjen kardarspindlar. Inga underarter finns listade.